# Johannes-Kepler-Wohnhaus (Linz)

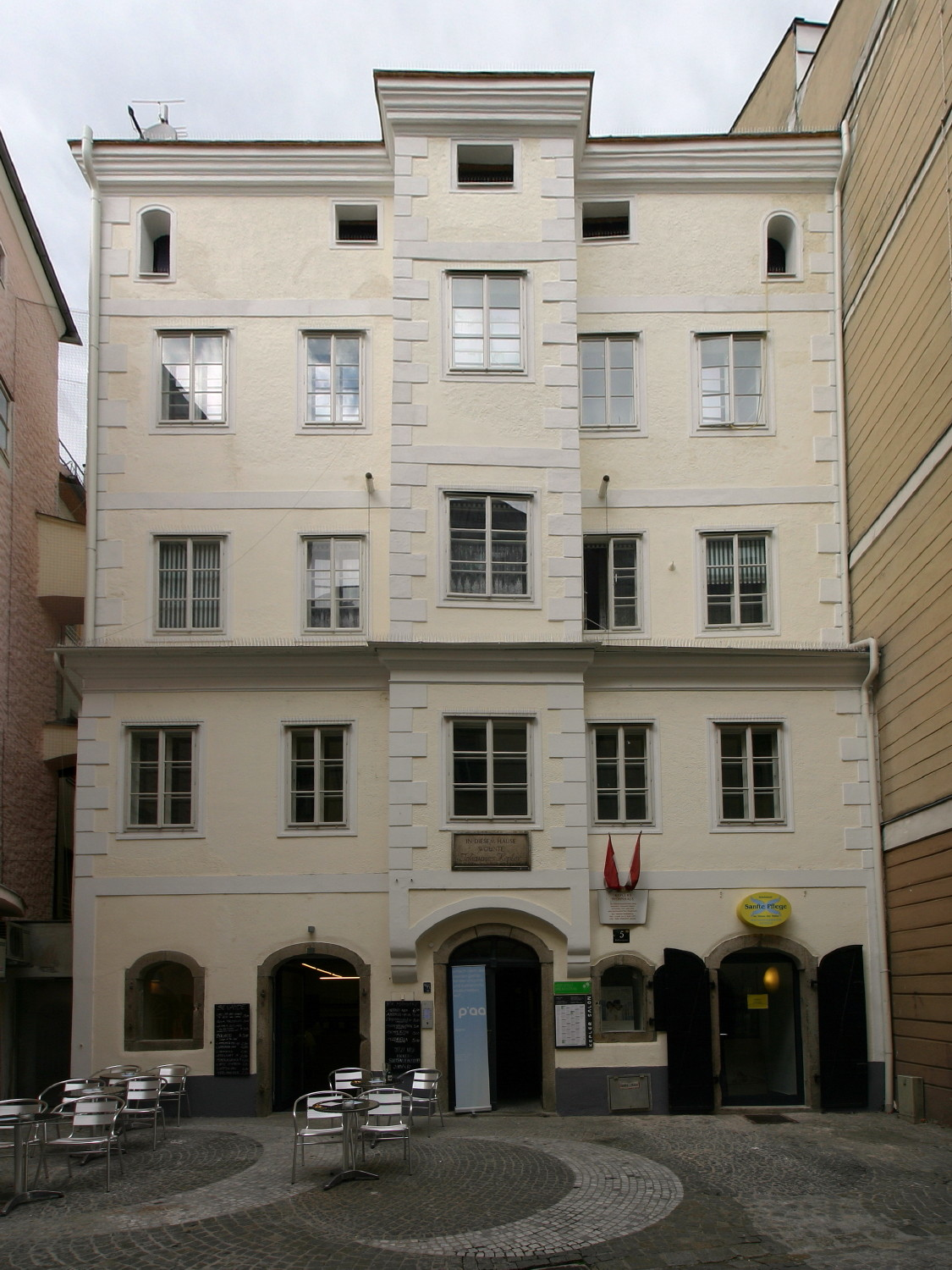
Keplers Wohnhaus in Linz

Das denkmalgeschützte Johannes-Kepler-Wohnhaus in der Rathausgasse 5 in Linz wird als Bildungshaus unter der Bezeichnung Kepler Salon genutzt. Das östlich des Linzer Hauptplatzes gelegene Gebäude ist nach dem Astronomen Johannes Kepler benannt, der mit seiner Familie von 1622 bis 1626 hier wohnte.

## Geschichte
Das Haus wurde 1549 urkundlich genannt und war von vor 1616 und bis nach 1630 im Besitz des Linzer Bürgers Altenstraßer. Johannes Kepler, der mit seiner Familie zunächst 1612/13 wahrscheinlich im Freihaus Steyregg, heute Kapuzinerstraße 18 und von 1613 bis 1620 im Freihaus Hohenfeld, heute Hofgasse 7, gewohnt hatte, übersiedelte 1622 mit seiner Familie in die sogenannte „Altenstrasserische Behausung“, in welcher er sein Hauptwerk, die „Rudolphinischen Tafeln“, vollendete.
Ab 1769 befand sich in dem Haus eine Druckerei. 1871 kaufte der Katholische Pressverein, ein Linzer Buch- und Zeitungsverlag, das Gebäude samt Druckerei für 3.200 Gulden, um dort das Oberösterreichische Volksblatt zu drucken.
Im Jahr 2008 wurde das Haus renoviert und im ersten Stock ein Veranstaltungsraum als „Kepler Salon“ eingerichtet.

## Gebäude
Der spätmittelalterliche Bau wurde im 15. Jahrhundert bis ins 1. Drittel des 16. Jahrhunderts errichtet. Umbauten im Stil der Renaissance erfolgten in der 2. Hälfte des 16. Jahrhunderts und am Anfang des 17. Jahrhunderts mit einer Aufstockung, mit dem Flacherker und den Hofarkaden. Das Gebäude wurde im 17. und 18. Jahrhundert barockisiert und dabei der ehemalige Hinterhof überbaut. Weitere Umgestaltungen erfolgten im 1. Drittel des 19. Jahrhunderts u. a. mit der biedermeierlichen Ummauerung des Erkers. Seitlich zum Haus Rathausgasse 3 besteht ein kleiner Hof mit einem Schwibbogen. Die Erkerstube im 1. Obergeschoß hat eine mächtige Holzbalkendecke aus dem 16. Jahrhundert und hofseitig eine Stichkappentonne, die Fenster liegen in tiefen Segmentbogennischen.

## Der Kepler Salon
Der Kepler Salon ist eine Bildungseinrichtung zur Wissenschaftsvermittlung für ein breites Publikum. Bei freiem Eintritt wird versucht, eine Verbindung zwischen Öffentlichkeit und Wissenschaft zu schaffen, indem von den Vortragenden Wissen und aktuelle Forschungsergebnisse informativ und unterhaltsam vermittelt werden. Hochschulen, Bildungseinrichtungen, Krankenhäuser und zahlreiche Kooperationspartner machen Forschung im Dialog mit Fachleuten zugänglich und verständlich. Der Kepler Salon wurde 2009 im Rahmen des Kulturhauptstadtjahres Linz09 als Schaufenster der Wissenschaften, mit einem Vortrag des Mathematikers Rudolf Taschner eröffnet. Die Raumgestaltung von Thomas Aschenbrenner ermöglicht es, dass – anders als bei Frontalvorträgen – sich Vortragende und Zuhörer auf Augenhöhe begegnen.
Der Astronom und Mathematiker Johannes Kepler gehört mit Galileo Galilei und Isaac Newton zu den wichtigsten Begründern und Vertretern der Naturwissenschaften und fungiert als Patron und Namensgeber für den Kepler Salon. Aufgrund des großen Publikumsinteresses konnte das Projekt über das Kulturhauptstadtjahr hinaus weitergeführt werden. Seit 2019 wird der Salon von der Johannes Kepler Universität Linz (JKU) getragen und vom Verein „Freunde Kepler Salon“ finanziell unterstützt.
Von 2013 bis Juni 2023 war Norbert Trawöger Intendant des Kepler Salons. Seit Jänner 2024 wird er von Cornelia Lehner geleitet.

## Veranstaltungen
Zum wöchentlichen Programm gehören Kurzvorträge, Wissensbörsen, Streitgespräche mit Fachleuten sowie Lesungen und öffentliches Experimentieren in den Bereichen Natur und Technik, Medizin, Geistes-, Kultur- und Kunstwissenschaften.
2009 wurden 118 Veranstaltungen mit 156 Vortragenden angeboten. Zu Gast waren u. a. Rudolf Taschner, Helga Kromp-Kolb, Anna Mitgutsch, Thomas Mohrs, Anton Pelinka, Regina Becker-Schmidt, Sissel Tolaas, Barbara Frischmuth, Adolf Holl und Heinz Oberhummer.